# Cannibal King
Cannibal King é um curta-metragem mudo norte-americano de 1915, do gênero comédia, com o ator cômico Oliver Hardy.

## Elenco
- Oliver Hardy - Willie (como Babe Hardy)
- Frances Ne Moyer - Grace
- Harry Lorraine - Pai dela
- J. Frank Glendon - Fred
- Frank Griffin - (como Frank C. Griffin)